# Miroslav Radović
Miroslav Radović (srbskou cyrilicí Мирослав Радовић; * 16. ledna 1984, Goražde) je srbský fotbalový záložník a bývalý mládežnický reprezentant Srbska a Černé Hory, v současné době hráč klubu Legia Warszawa.
V lednu 2014 získal polské občanství.

## Klubová kariéra
Mimo Srbsko (resp. Srbsko a Černou Horu) hrál na klubové úrovni v Polsku (v Legii Varšava, se kterou vyhrál řadu trofejí), Číně a Slovinsku.

## Reprezentační kariéra
Reprezentoval Srbsko a Černou Horu v mládežnické kategorii U21.